# Thomas 15X Johnson
Thomas 15X Johnson fue una de las tres personas arrestadas por el asesinato de Malcolm X. Johnson y Talmadge Hayer, el único asesino que fue apresado en la escena del crimen y que confesó, declararon que Johnson era inocente. Más tarde, Hayer proclamó la inocencia de Johnson en dos declaraciones juradas.
Por aquel entonces, Johnson servía en la guardia de élite de Elijah Muhammad.
Actualmente, Johnson es conocido con el nombre de Khalil Islam y fue puesto en libertad bajo palabra en 1987. Es un pintor de casas y padre de 4 hijos.
- Datos: Q3744678